# Evippa luteipalpis
Evippa luteipalpis is een spinnensoort in de taxonomische indeling van de wolfspinnen (Lycosidae).
Het dier behoort tot het geslacht Evippa. De wetenschappelijke naam van de soort werd voor het eerst geldig gepubliceerd in 1955 door Carl Friedrich Roewer.